# Луг Суботицький
45°30′ пн. ш. 18°19′ сх. д. / 45.50° пн. ш. 18.32° сх. д.
Луг Суботицький (хорв. Lug Subotički) — населений пункт у Хорватії, в Осієцько-Баранській жупанії у складі громади Кошка.

## Населення
Населення за даними перепису 2011 року становило 335 осіб.
Динаміка чисельності населення поселення:

## Клімат
Середня річна температура становить 11,04 °C, середня максимальна – 25,50 °C, а середня мінімальна – -6,24 °C. Середня річна кількість опадів – 688 мм.
| Клімат поселення                              | Клімат поселення | Клімат поселення | Клімат поселення | Клімат поселення | Клімат поселення | Клімат поселення | Клімат поселення | Клімат поселення | Клімат поселення | Клімат поселення | Клімат поселення | Клімат поселення | Клімат поселення |
| Показник                                      | Січ.             | Лют.             | Бер.             | Квіт.            | Трав.            | Черв.            | Лип.             | Серп.            | Вер.             | Жовт.            | Лист.            | Груд.            |                  |
| Середній максимум, °C                         | 5,78             | 8,10             | 12,70            | 17,24            | 22,38            | 25,50            | 25,25            | 24,77            | 20,70            | 15,36            | 9,38             | 5,42             |                  |
| Середня температура, °C                       | −0,2             | 2,10             | 6,70             | 11,20            | 16,38            | 19,50            | 21,23            | 20,73            | 16,70            | 11,33            | 5,40             | 1,40             |                  |
| Середній мінімум, °C                          | −6,24            | −3,91            | 0,68             | 5,22             | 10,36            | 13,48            | 17,21            | 16,74            | 12,69            | 7,32             | 1,35             | −2,6             |                  |
| Норма опадів, мм                              | 43               | 40               | 41               | 53               | 65               | 88               | 64               | 61               | 52               | 60               | 67               | 54               |                  |
| Середньомісячна швидкість вітру, м/с          | 2.20             | 2.48             | 2.72             | 2.64             | 2.32             | 2.20             | 2.10             | 1.90             | 1.90             | 2.00             | 2.17             | 2.28             |                  |
| Середньомісячна сонячна радіація, кДж/м²·день | 4260             | 6940             | 10876            | 15335            | 19237            | 21351            | 22117            | 20265            | 14900            | 9283             | 4801             | 3543             |                  |
| --------------------------------------------- | ---------------- | ---------------- | ---------------- | ---------------- | ---------------- | ---------------- | ---------------- | ---------------- | ---------------- | ---------------- | ---------------- | ---------------- | ---------------- |
| Джерело:                                      |                  |                  |                  |                  |                  |                  |                  |                  |                  |                  |                  |                  |                  |